# IC 2111
IC 2111 — галактика типу EN (емісійна туманність) у сузір'ї Золота Риба.
Цей об'єкт міститься в оригінальній редакції індексного каталогу.